# Bare løgn!
Bare løgn! er en dansk film fra 1991, instrueret af Bodil Trier og skrevet af Mikael Olsen.

## Medvirkende
- Pia Bovin
- Ulver Skuli Abildgaard
- Kjeld Nørgaard
- Vigga Bro
- Claus Bue